# ジョン・ヴェレカー (第3代ゴート子爵)
第3代ゴート子爵ジョン・プレンダーガスト・ヴェレカー（英語: John Prendergast Vereker, 3rd Viscount Gort、1790年7月1日 – 1865年10月20日）は、イギリスの貴族、政治家。庶民院議員（在任：1817年 – 1820年）、アイルランド貴族代表議員（在任：1865年）を務めた。

## 生涯
第2代ゴート子爵チャールズ・ヴェレカーと1人目の妻ジェーン（Jane、旧姓ウェストロップ（Westropp）、1798年2月19日没、ラルフ・ウェストロップの娘）の息子として、1790年7月1日にリムリックで生まれた。1803年から1810年までハーロー校で教育を受けた。ハーロー校では第6代バイロン男爵ジョージ・バイロンの下っ端の1人だった。1804年にリムリック市民兵隊の大尉に任命され、1811年に少佐に昇進した。
リムリック・シティ選挙区選出の庶民院議員だった父が1817年に爵位を継承すると、同年7月の補欠選挙に出馬した。選挙はトーリー党政府の支持者で反カトリックのヴェレカーと無所属のジョン・タットヒル（John Tuthill）の一騎討ちになり、結果は412票対268票でヴェレカーが当選した。1818年イギリス総選挙では601票対306票でトマス・スプリング・ライスを下した。2回の勝利ともにリムリック市に住んでいない自由市民（freeman）の票による勝利であり、対立候補による選挙申立が行われたが、タットヒルはその後申立を推し進めず、ライスの申立は手続き上の問題で却下された。
議会ではカトリック解放に反対（1819年5月）、アイルランドにおける窓税法案に反対（1819年5月）した。1820年イギリス総選挙はヴェレカーとライスの再戦になり、投票結果はヴェレカー796票、ライス560票でヴェレカーが当選したが、今度はライスの選挙申立が成功、1820年7月3日にライスの逆転当選が宣告された。
1831年から1833年までリムリック市長を務め、リムリック市からの第1回選挙法改正支持請願を阻止した。
1842年11月11日に父が死去すると、ゴート子爵位を継承した。継承した時点で領地には5万ポンドの負債がかかっており、しかもそれを解消しようとした最中にジャガイモ飢饉が襲い掛かってきた。その結果、ゴート子爵は領地をほぼすべて初代ゴフ子爵ヒュー・ゴフに売却せざるを得ず、窮乏の状態に陥った。1853年にアバディーン伯爵内閣に救済を求めて失敗、1854年には貴族60名の支持を受けて再度求めるもやはり失敗している。その後、1861年に未亡人となったエリザベス・メアリー・テューダー（Elizabeth Mary Tudor）と結婚して、ワイト島での住居を得た。
1865年6月13日にアイルランド貴族代表議員に選出され、同年に死去するまで務めた。
1865年10月20日にイースト・カウズ城で死去、イースト・カウズのセント・ジェームズ墓地（St. James's Cemetery）に埋葬された。息子スタンディッシュ・プレンダーガストが爵位を継承した。

## 家族
1814年12月15日、マリア・オグレイディ（Maria O'Grady、1854年4月4日没、初代ギラモア子爵スタンディッシュ・オグレイディの娘）と結婚、6男5女をもうけた。
- チャールズ（1817年6月28日 – 1819年2月5日[9]）
- スタンディッシュ・プレンダーガスト（1819年7月6日 – 1900年1月9日） - 第4代ゴート子爵[8]
- ジョン・プレンダーガスト（1822年4月[9] – 1891年12月） - 1858年12月21日、ルイーザ・メドリーコット（Louisa Medlicott、1906年6月12日没、ジョージ・メドリーコットの娘）と結婚、子供あり[8]
- ヘンリー・プレンダーガスト（1824年 – 1904年3月22日） - 1866年2月10日、ルイーザ・エリザベス・メアリー・ゴセット（Louisa Elizabeth Mary Gosset、1920年4月14日没、ジョージ・バゴット・ゴセットの娘）と結婚、子供あり[8][10]
- キャサリン（1910年7月27日没） - 生涯未婚[8]
- ジェーン・シャーロット（1899年7月10日没） - 生涯未婚[8]
- マリア・コリンナ（Maria Corinna、1856年7月20日没） - 1852年3月10日、C・モンティース・ハミルトン（C. Monteith Hamilton、1885年1月10日没）と結婚、子供あり[8]
- エミリー・ヘンリエッタ（1873年7月3日没） - 1858年7月26日、ジョン・フランシス・バセット（John Francis Basset）と結婚、子供なし[8]
- リチャード・プレンダーガスト（1829年 – 1865年4月30日[8]）
- アドルファス・エドワード・プレンダーガスト（1833年 – 1864年10月12日 横浜[8]）
- ジュリア・ジョージナ（Julia Georgina、1840年 – 1856年7月20日[8][9]）

1861年6月10日、エリザベス・メアリー・テューダー（Elizabeth Mary Tudor、1790年ごろ – 1880年10月11日、ジョン・ジョーンズの娘、ジョージ・テューダーの未亡人）と再婚した。